# Loveless (álbum)
Loveless es el segundo álbum de estudio de la banda irlandesa de rock alternativo My Bloody Valentine. Salió a la venta el 4 de noviembre de 1991, después de un proceso de grabación que abarcó entre 1989 y 1991 y que tuvo lugar en diecinueve estudios de grabación distintos. El vocalista y guitarrista Kevin Shields se hizo cargo del proceso: buscaba un sonido en particular para el álbum, para lo que utilizó varias técnicas como guitarras rasgadas con el brazo de trémolo, loops de batería sampleados y voces oscuras (detrás de la música y poco perceptibles). Se contrataron y despidieron un gran número de ingenieros de sonido durante el proceso, aunque finalmente la banda hizo mención en el álbum a todos los que participaron, «incluso si solo hacían tazas de té», según Shields. La grabación de Loveless costó alrededor de 250.000 £, una cifra que casi lleva a su sello discográfico, Creation Records, a la ruina.
La relación entre My Bloody Valentine y Creation Records se deterioró durante la grabación, por lo que la banda fue retirada del sello debido a la dificultad y a lo costoso que resultaba trabajar con Shields. Aunque Loveless no fue un gran éxito comercial recibió muy buenas críticas, es conocido como uno de los álbumes más representativos del género shoegaze y ha sido citado como influencia para varios artistas y como uno de los mejores discos de los años 1990 según los críticos.

## Grabación y producción
My Bloody Valentine tenía previsto grabar en los estudios Blackwing de Southwark, Londres en febrero de 1989 con la idea de invertir el tiempo en crear un sonido nuevo, para su segundo álbum, orientado más hacia el trabajo de estudio. Shields comentó que Creation pensaba que el álbum se podía grabar en «cinco días». Según el líder de la banda «cuando vieron que no era posible, se asustaron». En septiembre, después de varios meses poco productivos, la banda decidió cambiar a los estudios The Elephant and Wapping, donde pasaron otras ocho semanas sin muchos avances. El ingeniero de los estudios, Nick Robbins, expresó que Shields puso claro desde el principio que Robbins «solo estaba allí para pulsar los botones». Rápidamente se sustituyó a Robbins por Harold Burgon, aunque según Shields, la mayor contribución de este fue enseñar a la banda a utilizar los aparatos del estudio. Burgon y Shields pasaron tres semanas en el estudio Woodcray de Berkshire trabajando en el EP Glider; luego, Shields y Alan McGee, el dueño de Creation, decidieron lanzarlo como un avance del álbum. Contrataron a Alan Moulder para mezclar el tema «Soon» de Glider en el estudio Trident 2 en Victoria; la canción después apareció como la última pista de Loveless. Shields comentó de Moulder: «¡En cuanto empezamos a trabajar con él, nos dimos cuenta de que nos gustaría seguir haciéndolo!» Cuando la banda volvió a trabajar en el álbum, Moulder era el único ingeniero en quien Shields confiaba lo suficiente para encargarse de trabajos como poner los micrófonos en los amplificadores; a todos los demás ingenieros se les aseveró: «Estamos tan encima de esto que ni siquiera hace falta que vengáis a trabajar». Shields llegó a decir que «estos ingenieros —con la excepción de Alan Moulder y después Anjali Dutt— simplemente era gente que venía con el estudio... todo lo que queríamos hacer estaba, según ellos, mal».

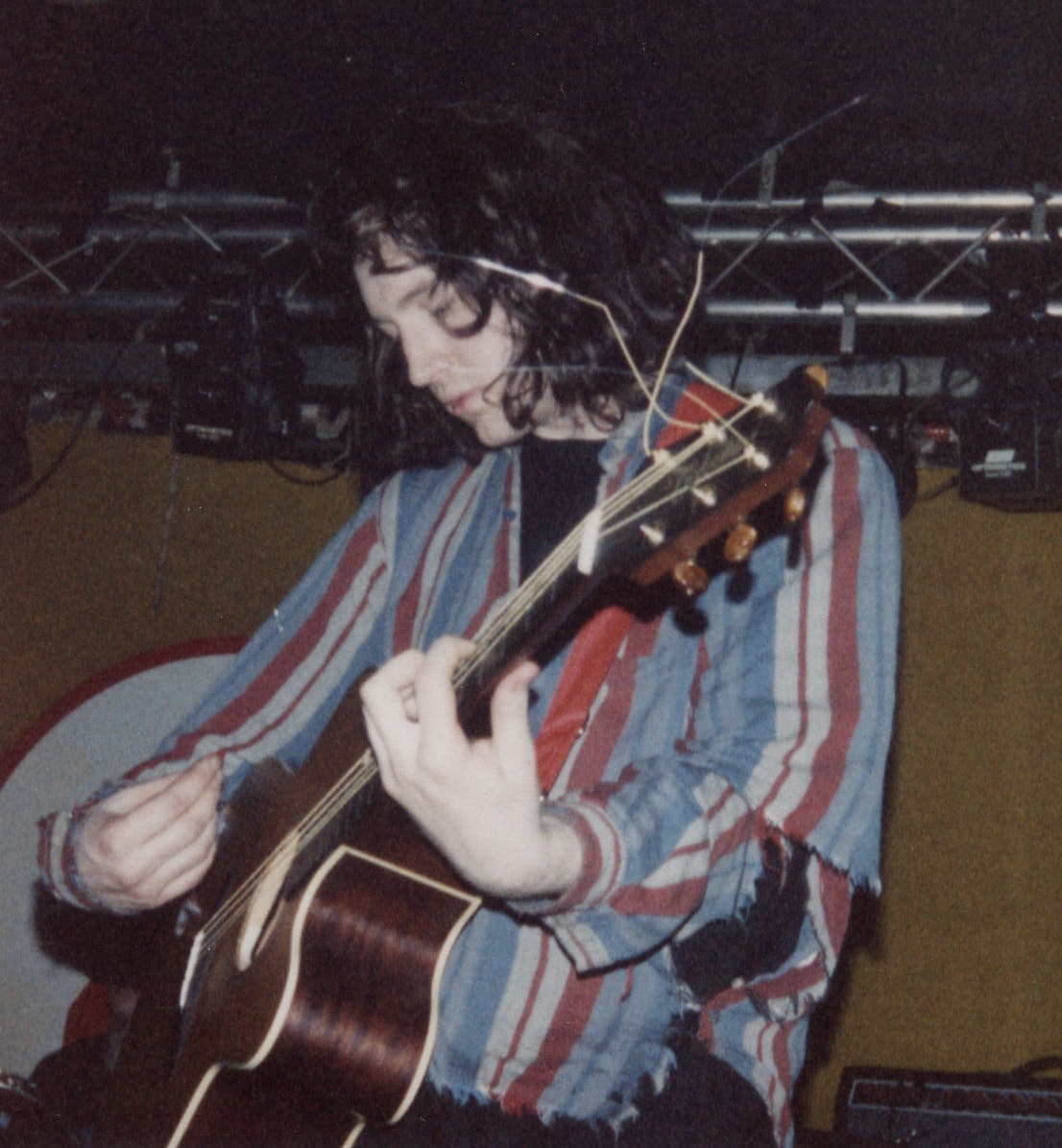
Kevin Shields actuando con My Bloody Valentine en 1989.

Durante la primavera de 1990, se contrató a Anjali Dutt para reemplazar a Moulder, quien se había marchado a trabajar con las bandas Shakespears Sister y Ride. Dutt asistió en la grabación de las partes vocales y en varias de las piezas de guitarra. Durante este período, la banda grabó en varios estudios diferentes, a menudo pasando un solo día en alguno de ellos antes de decidir que era inadecuado. En mayo de 1990, My Bloody Valentine se acomodó en los estudios Protocol en Holloway, Londres, y comenzaron a trabajar en el álbum, además de un segundo EP, Tremolo. Al igual que Glider, Tremolo contiene una canción —«To Here Knows When»— que aparece en Loveless. La banda dejó de grabar en el verano de 1990 para hacer una gira promocional para Glider. En agosto, cuando Moulder retornó al proyecto, se sorprendió por los pocos avances que se habían hecho. Llegados a este punto Creation Records comenzaba a estar preocupada por el coste de la grabación y producción del álbum. En marzo de 1991, Moulder abandonó nuevamente para trabajar con la banda de noise pop The Jesus and Mary Chain.
Las piezas vocales se grabaron en los estudios Britannia Row y Protocol entre mayo y junio de 1991. Esta fue la primera vez que la vocalista Bilinda Butcher participó en la grabación del álbum. Shields y Butcher colgaron unas cortinas entre la sala de control y la cabina donde se grababan las voces, y solo se comunicaban con los ingenieros cuando apreciaban una buena toma abriendo la cortina y sacando la mano. Según el ingeniero Guy Fixsen: «No nos permitían escuchar mientras alguno de los dos hacían sus partes vocales. Tenías que mirar los medidores de la mesa de mezclas para saber si estaban cantando. Si se paraban, sabías que tenías que parar la cinta y volver a empezar». La mayoría de los días, la pareja llegaba sin haber escrito las letras de la canción que iban a grabar. Dutt recuerda: «Kevin cantaba una pista, y después Bilinda revisaba la cinta y escribía palabras que pensaba que [él] podía haber cantado».

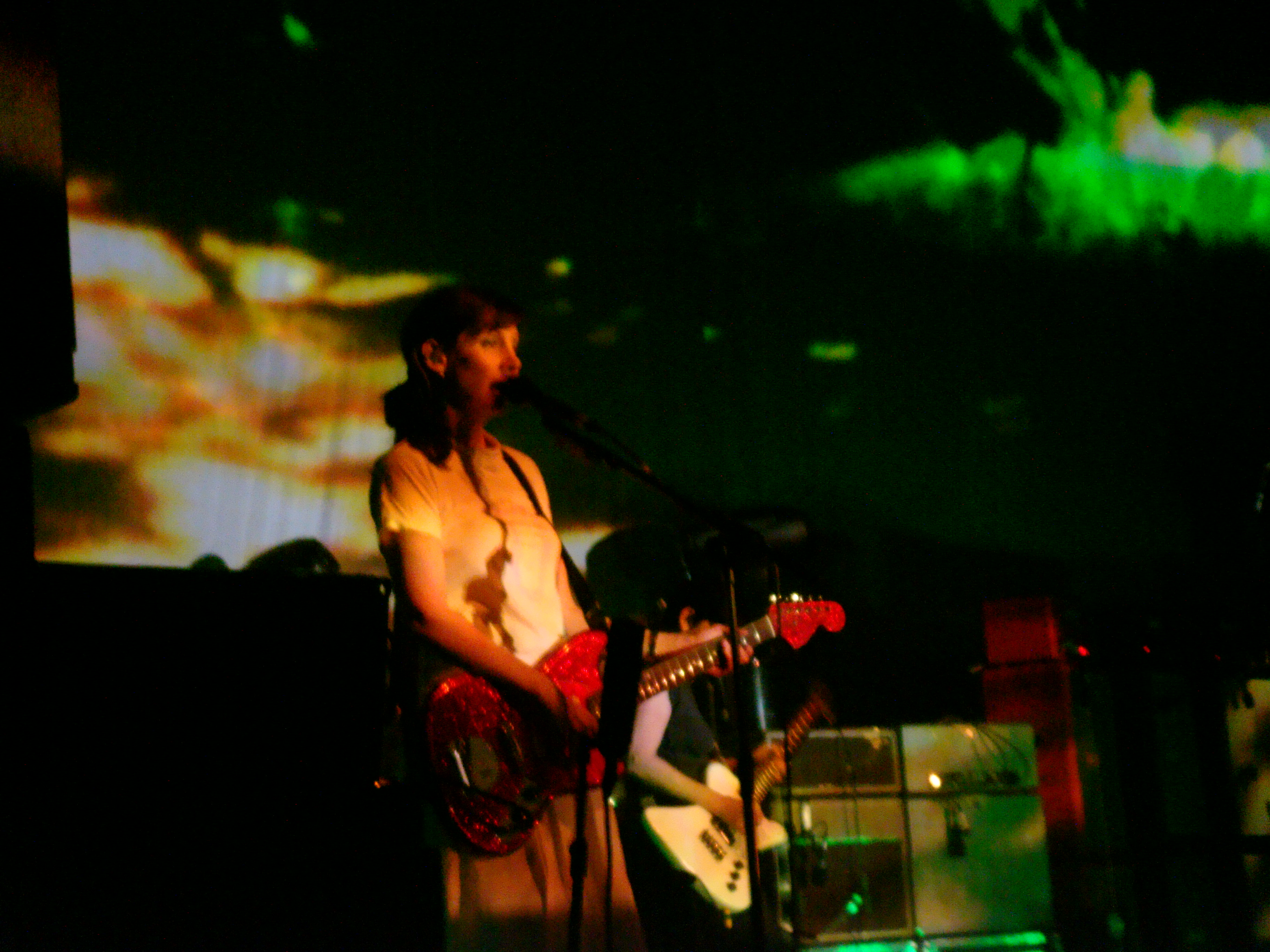
La cantante Bilinda Butcher no participó en la creación del álbum hasta que hubo que comenzar a grabar las piezas vocales del mismo.

En julio de 1991, Creation aceptó, después de una serie de quejas de Shields, cambiar a los estudios Eastcoate. No obstante, Creation Records no pudo pagar la cuenta por el tiempo que habían utilizado los estudios Britannia Row, por lo que estos se negaron a retornar el equipamiento de la banda. Dutt recuerda: «No sé qué excusa puso Kevin para irse. Tuvo que conseguir el dinero él mismo para poder sacar el equipamiento». El comportamiento errático y sorprendente de Shields, los constantes retrasos y cambios de estudio de grabación repercutieron tanto en las finanzas de Creation como en la salud de su equipo. Dutt admitió posteriormente que estaba desesperado por dejar el proyecto, mientras que el subdirector de la compañía, Dick Green, sufrió una crisis nerviosa. Green recordó después, «habían pasado dos años desde el comienzo, y llamé a Shields llorando. Le dije: 'tienes que acabar este álbum'». En esta misma época, tanto Shields como Butcher sufrieron tinnitus, por lo que tuvieron que posponer más semanas el proyecto mientras se recuperaban. Amigos y miembros de la banda sugirieron que fue por el volumen tan alto que utilizaban en sus conciertos. Shields replicó diciendo que estas preocupaciones eran «histeria de gente mal informada». Aunque Alan McGee todavía se sentía optimista y positivo respecto a su inversión, Green, que contaba con 29 años de edad comenzó a preocupar a sus compañeros en el sello discográfico. El publicista Laurence Verfaillie, sabedor de la imposibilidad de la compañía para pagar las facturas del estudio, recuerda que el pelo de Green se tornó gris de un día para otro. Verfaillie llegó a decir que «nunca se hubiese quedado gris si no hubiese sido por ese álbum».
En el otoño de 1991, con las pistas vocales completas, se procedió a hacer una mezcla final del álbum con el ingeniero Dick Meany en los estudios Church de Crouch End; fue el decimonoveno estudio que se utilizó para la grabación de Loveless. Se procedió a editar el álbum en una máquina vieja que antes se había utilizado para ensamblar diálogos de películas en los años 1970. La computadora desincronizó todo el álbum. Shields fue capaz de reconstruirlo de memoria, aunque cuando llegó el momento de masterizarlo, para consternación de Creation, necesitó trece días en lugar de uno.
Como la habitual banda prolífica estaba inusualmente tranquila, la prensa musical del Reino Unido comenzó a especular. Melody Maker calculó que el coste total de la producción del álbum llegó a alcanzar las 250.000 £; no obstante, McGee, Green y Shields cuestionan esta cifra. Shields discutió el coste estimado (y la casi bancarrota de Creation Records) diciendo que fue un mito creado por McGee porque el dueño de Creation «pensó que sería cool». Según Shields: «La cantidad que gastamos no lo sabe nadie porque nunca lo contamos. Pero nosotros sacamos una estimación calculando cuánto nos costaron los estudios y los ingenieros. 160.000 libras es lo máximo que se pudo gastar». En opinión de Green, la estimación de Melody Maker estaba errada por lo bajo, en unas 20.000 £. Dijo: «Incluso después de grabarlo y mezclarlo, el mero hecho de compilarlo, ecualizarlo, etc., llevó semanas». En una entrevista de diciembre de 1991, Shields añadió que gran parte del dinero que se utilizó en el álbum fue simplemente «dinero para vivir» los tres años, mientras que el álbum en sí, solo costó «unos cuantos miles». Añadió que, de los dos años de grabación, solo se trabajó unos cuatro meses en el álbum. Shields después afirmó que la mayoría del dinero gastado fue el de la propia banda, mientras que «Creation seguramente solo gastó entre quince y veinte mil libras de su dinero, y ya está. Nunca nos mostraron sus cuentas, y después fueron absorbidos por Sony».

## Música
Mientras que Butcher contribuyó con aproximadamente un tercio de las letras de las canciones del álbum, la mayoría de la música la compuso e interpretó Shields, quien dijo al respecto: «De hecho soy el único músico en el álbum exceptuando la canción 'Touched'». Shields asumió las partes de guitarra de Butcher durante la grabación; Butcher comentó que no le importó ya que pensaba que «nunca había sido una gran guitarrista». La bajista Debbie Googe no tocó en el disco, aunque aparece en los créditos. Googe dijo: «Al principio bajaba [al estudio] la mayoría de los días, pero tras un tiempo comencé a sentirme bastante superflua e iba menos». Butcher explicó: «Para que Kevin le tradujese a Debbie lo que tenía en la cabeza y que lo tocase bien hubiese sido un proceso agonizante». «No fue en absoluto colaborativo», expresó Alan Moulder sobre el papel de Shields en la grabación del álbum. «Tenía una clara visión de lo que quería, pero nunca lo explicaba».
La mayoría de Loveless se grabó en sonido monoaural, ya que Shields pensó que era importante que el sonido del álbum consistiese en «la guitarra tal cual en el medio y sin estribillo, sin efectos de modulación». Shields hace temblar la barra del trémolo mientras hace strums, que contribuye, en parte, al distintivo sonido de la banda. Esta técnica —llamada «Glide guitar»— hace que las cuerdas de la guitarra se tuerzan ligeramente dentro y fuera de la melodía. Shields comentó que debido al uso del trémolo, «la gente piensa que hay cientos de guitarras, cuando en realidad hay menos pistas de guitarra que en las demos de mucha gente». El guitarrista afirmó que al contrario de otras bandas del movimiento shoegazing de comienzos de los años 1990, My Bloody Valentine no usaba coros ni pedaleras flanger. Insistió diciendo que «en ninguna otra banda tocaban la guitarra como yo […] Lo hacíamos todo con el brazo del trémolo». El objetivo de Shields era usar «efectos muy minimalistas» que a menudo acarreaban mucho trabajo de estudio. Expresó: «Las canciones son de una estructura muy simple. Muchas de ellas son así a propósito. De esa manera tienes mucha más libertad para trastear con los contenidos». En una entrevista concedida a Guitar World en 1992, Shields describió cómo consiguió un sonido similar a un pedal wah-wah en «I Only Said» tocando la guitarra a través de un amplificador con una preamplificación con ecualizador gráfico. Después de grabar la pista lo hizo rebotar a otra a través de un ecualizador paramétrico mientras ajustaba manualmente los niveles de ecualización. El entrevistador le preguntó si no podía haber conseguido lo mismo más fácilmente usando un pedal wah-wah, a lo que el guitarrista contestó que «en actitud hacía el sonido sí, pero no como enfoque».

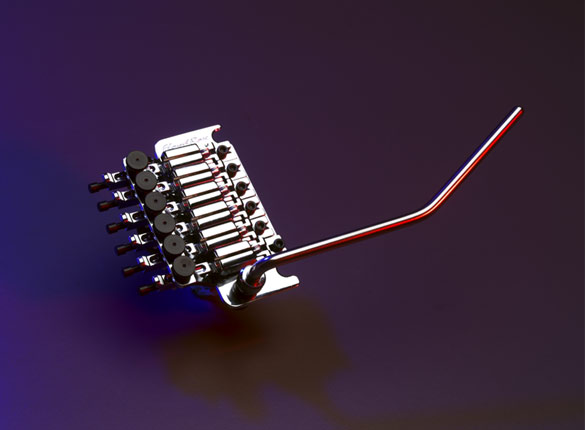
La utilización del brazo del trémolo está presente en todo el álbum.

Todas las piezas de batería excepto dos son samples interpretados por Colm Ó Cíosóig. Debido a que Ó Cíosóig sufría de problemas físicos y personales durante la grabación del álbum, se grabaron samples de varias piezas de batería que era capaz de tocar en su condición. Según Shields, «es exactamente lo que hubiese hecho Colm, solo que llevó más tiempo hacerlo». Ó Cíosóig se recuperó lo suficiente para tocar en vivo en dos de las canciones del álbum, «Only Shallow» y «Touched», esta última compuesta e interpretada completamente por el batería. Shields es de la opinión de que los oyentes son incapaces de distinguir entre las interpretaciones en vivo de Ó Cíosóig y los loops de batería, exceptuando las pistas en las que la intención era que tuviese un obvio sonido a sample, como la canción orientada al baile «Soon». El álbum hace un uso extensivo de samples, a lo que Shields aseguró que «la mayoría [de los samples] son retroalimentados. Aprendimos de la retroalimentación de las guitarras, con mucha distorsión, que puedes hacer 'cualquier' instrumento, cualquiera que puedas imaginar».
Las partes vocales, repartidas entre Shields y Butcher, están por lo general a un volumen bajo en la mezcla, y en su gran mayoría subidos de velocidad. En algunas ocasiones Shields cantó las partes de registro alto y Butcher las de registro bajo. Según Shields, como la banda había pasado tanto tiempo trabajando en las voces del disco, «no podía tolerar las voces realmente cristalinas, donde solo se oye una voz», ya que «debía de ser más como un 'sonido'». Butcher habló sobre su estilo vocal «soñador y sensual», diciendo: «A menudo cuando hacíamos las voces, eran las 7:30 de la mañana; normalmente me acababa de dormir y me tenían que despertar para cantar». Para conseguir este efecto, Shields y Ó Cíosóig incluso llegaron a samplear la voz de Butcher para reusarla como instrumentación. Shields y Ó Cíosóig llegaron a samplear la voz de Butcher para conseguir un efecto de repetición constante de forma digital, al igual que una flauta u otro instrumento de viento. 'Le da la textura de una voz humana', comentó Shields, 'aunque no suena especialmente humana'». Las piezas vocales superpuestas de «When You Sleep» surgieron después de frustrantes intentos de conseguir la toma perfecta, a lo que Shields comentó: «Las partes vocales suenan así porque se hizo aburrido y muy destructivo intentar conseguir el efecto deseado. Así que me dediqué a incluir todas las voces que habíamos grabado» (se habían cantado 12 o 13 tomas). Las letras de las canciones son deliberadamente oscuras; en una ocasión, Shields bromeó diciendo que había pensado valorar varios de los intentos de descifrarlas que habían colgado en el sitio web de la banda con porcentajes, dependiendo de la precisión de las mismas. Shields afirmó que Butcher y él «pasaron mucho más tiempo con las letras que con la música». A menudo las escribían en sesiones nocturnas de ocho o diez horas, antes de comenzar a grabar. La pareja trabajó de forma diligente para asegurarse de que no quedasen mediocres; Shields expresó que «no hay nada peor que letras malas».

## Recepción
El disco finalmente salió a la venta el 4 de noviembre de 1991 y después de un lanzamiento austero, Shields presumió diciendo: «La mitad del tiempo sabemos más del funcionamiento de la industria musical que nuestra compañía discográfica. Así es. No bromeo». Ese invierno el grupo giró por Europa. Tras uno de sus conciertos, el crítico musical David Cavanagh lo describió como «un capítulo único en la música de directo». Para recrear los tonos altos de Loveless, Shields contrató a la flautista estadounidense Anna Quimbly. Según una amistad de la banda, «llevaba una faldita corta, mallas negras… era una niña 'indie'. Pero cuando tocaba la flauta, era como el jodido Woodstock». Danny Kelly, editor de NME, asistió a un concierto que describió como «más parecido a la tortura que al entretenimiento. Tenía media pinta de cerveza; tocaron su primera nota y fue tan alta que mandó el vaso volando». A la gira europea le siguió una estadounidense, en la que Shields y Butcher probaron con la capacidad del público para tolerar música a gran volumen. El crítico Mark Kemp comentó sobre la gira: «Después de treinta segundos comienzas a sentir la adrenalina, la gente grita y agita los puños. Después de un minuto te preguntas qué está ocurriendo. Después de otro minuto es confusión total. El ruido comienza a doler. El ruido continúa. Después de tres minutos comienzas a respirar hondo. Después de cuatro minutos, la calma se apodera». La prensa musical llegó a acusar a My Bloody Valentine de negligencia criminal, objetando con firmeza sobre el largo período de ruido extremo durante la interpretación de la canción «You Made Me Realise», llegando a llamarlo «el holocausto». En diciembre de 2000, la revista Mojo posicionó la gira en el puesto número dos de las más ruidosas de la historia.
Aunque Shields se temía un linchamiento por parte de la crítica, las reseñas sobre Loveless fueron casi unánimemente elogiosas. NME le concedió una puntuación de ocho sobre diez. El crítico Dele Fadele vio a My Bloody Valentine como la «antesala» del género shoegaze, y escribió: «Con Loveless podías esperar que la sociedad británico-irlandesa sucumbiese antes la parodia de sí mismos o que imitaría The Scene That's Delighted To Eat Quiche [...] Pero no, 'Loveless' dispara una bala de plata hacia el futuro, pidiendo a todos que se atrevan a probar y recrear su mezcla de estados de ánimo, sentimientos, estilos y, sí, innovaciones». Mientras que Fadele expresó un poco de decepción porque el grupo parecía haberse desasociado de las líneas de bajo de la música dance y reggae, concluyó que «Loveless sube la 'ciega', y, por muy decadente que uno pueda encontrar la idea de elevar a otros seres humanos a dioses, My Bloody Valentine, con defectos y todo, se merecen más que tu mero respeto». El crítico de Melody Maker, Simon Reynolds, alabó el álbum declarando que «junto a Yerself is Steam de Mercury Rev, Loveless es el disco de rock más extremo, íntimo y grande de 1991». La única crítica de Reynolds para con el álbum fue que «mientras que My Bloody Valentine han amplificado y redefinido lo que ya eran, han fallado en mutar o saltar en algún tipo de más allá». Rolling Stone le otorgó cuatro de cinco estrellas. En una reseña compartida con las otras bandas de Creation Records Chapterhouse y Velvet Crush, la periodista musical Ira Robbins escribió: «A pesar de la intensa habilidad del álbum para desorientar —esto es real, no reajuste su equipo de música— el efecto es curiosamente el de levantar el ánimo. Loveless rezuma un sonido balsámico que primero te abarca y después pulveriza lentamente el frenético estrés de la vida». Punknews.org comentó en 2003 que el disco «es perfecto. Desde el diseño de la portada con su neblina rosa hasta los sonidos ambientales que unen las canciones, Loveless reparte en todos los frentes». El periódico The New York Times lo describió como «un desconcertante caos sinfónico para los oídos que justifica plenamente que Shields diga que la guitarra eléctrica sigue conteniendo un universo de sonidos desconocidos». La revista Spin le concedió una crítica mixta y dijo, por medio de Jim Greer, que las canciones eran «estándar y sin brillo», para concluir que sentía que «la retorcida música es una buena idea y recomiendo el álbum – pero no las voces ni las canciones».
Aunque Creation quedó satisfecho con el resultado del álbum y las reseñas iniciales sobre el mismo fueron positivas, el sello discográfico notó que, en palabras del promotor James Kyllo, «es un álbum muy bonito, y fue un placer hacerlo... solo es que no sonaba como un disco que fuese a recaudar todo el dinero que nos gastamos en su elaboración». A Alan McGee le gustó, pero admitió que «estaba bastante claro que no podíamos con la idea de pasar por esto otra vez, porque no había nada que nos dijera que Shields no volvería a hacer exactamente lo mismo de nuevo. Ya está bien. Demos un paso atrás». A pesar de los problemas económicos, Creation puso el dinero necesario para hacer una mini gira por el norte de Inglaterra a finales de 1991. Además, la banda ponía trabas a la promoción de Loveless, no permitiendo que se extrajese ningún sencillo y prohibiendo que se pudiese poner el nombre de la banda en la portada. McGee comenzaba a estar frustrado. Recuerda: 

Pensé: Me puse al paredón por vosotros. Si el álbum estalla, he robado el dinero de mi padre. Y ellos eran tan... poco comprensivos con la posición de los demás.

 McGee rescindió el contrato con My Bloody Valentine poco después del lanzamiento del disco porque no podía soportar volver a trabajar con Shields; «Era o él o yo», le contó a The Guardian en 2004. Loveless llegó al puesto número 24 en la lista británica de álbumes, y en Estados Unidos, bajo la distribución de Sire Records, ni siquiera llegó a entrar en las listas. En 2003, la revista Rolling Stone estimó las ventas de Loveless en 225.000 copias vendidas.
Loveless ha estado en numerosas listas de las revistas especializadas. Se colocó en el puesto número catorce de la lista Pazz & Jop de los mejores álbumes de 1991, elaborada por Village Voice mediante encuesta a diversos críticos. En 1999, Pitchfork Media nombró a Loveless el mejor álbum de los años 1990. Aunque, en la revisión que hicieron en 2003, bajó al puesto número dos, intercambiando posición con OK Computer de Radiohead. En 2003, apareció en el puesto 219 de la lista de los 500 mejores álbumes de todos los tiempos elaborada por la revista Rolling Stone. En 2004, The Observer lo colocó en el puesto veinte de su lista de los 100 mejores álbumes británicos de todos los tiempos, diciendo que era «el último gran álbum de rock extremo». También se posicionó en el puesto número 22 de la lista de los 100 mejores álbumes de 1985-2005 de la revista Spin. Chuck Klosterman escribió: «Cuando alguien usa la frase 'guitarras espirales', es por este álbum. Un testamento sobre la producción de estudio y perfeccionismo, Loveless tiene un espesor que convierte los sonidos duros en suaves y frágiles».

## Legado
A pesar de haber conseguido cierta popularidad por las buenas críticas que recibió Loveless, desde entonces My Bloody Valentine solo ha grabado de forma esporádica, incluyendo una versión de una canción de James Bond para una compilación benéfica y una versión de la canción «Map Ref. 41 Degrees N 93 Degrees W» de Wire para el álbum tributo Whore: Tribute to Wire. Siendo incapaz de finalizar un tercer álbum, Shields se aisló, y en sus propias palabras, se volvió «loco», lo que llevó a la prensa musical a comparar su comportamiento con el de músicos como Brian Wilson de The Beach Boys y Syd Barrett de Pink Floyd. El resto de los miembros de la banda hicieron diferentes cosas en el período de inactividad que siguió a Loveless: Butcher contribuyó con su voz en el sencillo de Collapsed Lung, «Board Game» de 1996; Googe trabajó como taxista en Londres y formó el supergrupo Snowpony en 1996; Ó Cíosóig se unió a la formación de Hope Sandoval & the Warm Inventions; mientras que Shields hizo colaboraciones con Yo La Tengo, Primal Scream y Dinosaur Jr.

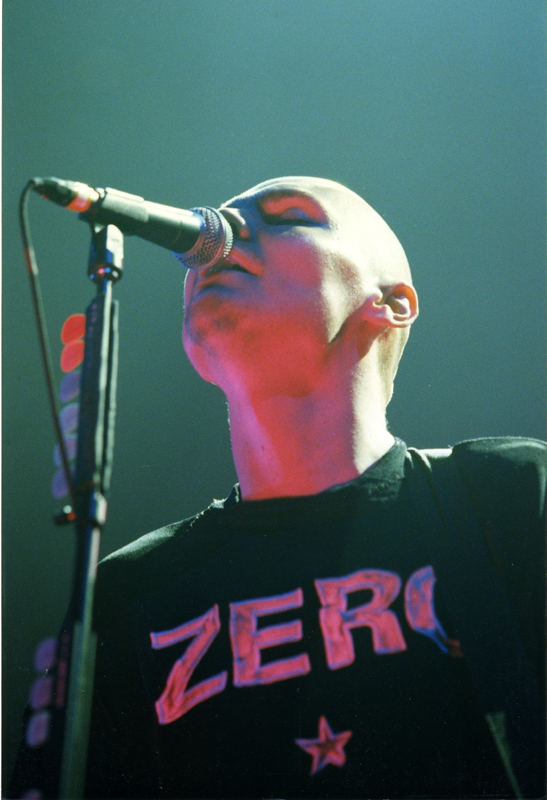
Billy Corgan de The Smashing Pumpkins alabó el álbum.

Hubo noticias de que Shields grabó dos álbumes con temas nuevos en el estudio de su casa, pero finalmente no los completó. Según las fuentes, uno de ellos tenía influencias de la música jungle. Shields confirmó que, al menos un álbum completo con nuevas canciones fue descartado. Dijo: «Hicimos un álbum lleno de material medio terminado y simplemente lo abandonamos, merecía eso mismo. Estaba muerto. No tenía ese espíritu, esa vida interior». Más adelante explicó: «Simplemente dejé de hacer discos, y supongo que eso debió parecerle raro a la gente. ¿Por qué harías eso? La respuesta es, no era tan bueno [como Loveless]. Y siempre me prometí a mí mismo que nunca haría eso, sacar un disco peor». No obstante, Shields luego le comentó a la revista Magnet: «Estamos cien por cien seguros de que haremos otros álbumes de My Bloody Valentine a no ser que muramos o algo así», además de atribuir la falta de material editado por la banda a la falta de inspiración. En 2007 Shields anunció que el grupo se había reunido y que un nuevo álbum que habían comenzado a grabar en 1996 estaba 3/4 acabado.

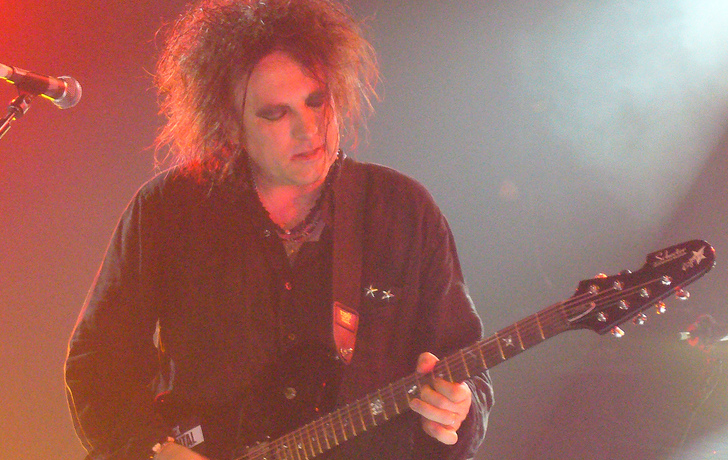
Robert Smith, líder de The Cure, llegó a decir que Loveless estaba entre «mis tres [álbumes] favoritos de todos los tiempos».

La influencia de Loveless ha crecido con el tiempo, y el disco ha impactado a una gran diversidad de artistas. El crítico musical Jim DeRogatis escribió en Turn On Your Mind: Four Decades of Great Psychedelic Rock que «los sonidos futuristas de este disco único han posicionado a la banda como una de las más influyentes e inspiradoras desde The Velvet Underground». Brian Eno elogió el álbum y afirmó, respecto a la canción «Soon», que «es un nuevo estándar para la música pop. Es la música más imprecisa que jamás haya sido un éxito». Robert Smith de The Cure descubrió Loveless después de una época de escuchar casi exclusivamente música disco, o formaciones irlandesas como The Dubliners para intentar evitar a sus contemporáneos, y dijo: «[My Bloody Valentine] fue la primera banda que escuché que claramente se meaban encima nuestro, y su álbum Loveless está entre mis tres favoritos de todos los tiempos. Es el sonido de alguien que es tan impulsivo que está demente. Y el hecho de que gastaran tanto tiempo y dinero en esto es excelente». Billy Corgan de The Smashing Pumpkins comentó a la revista Spin: «Es raro que en música basada en guitarras alguien haga algo nuevo [...] En ese momento, todo el mundo estaba como, ¿Cómo coño hacen eso? Y, claro, es mucho más simple de lo que cualquiera pueda imaginar». Corgan posteriormente contrató a Alan Moulder para coproducir el álbum de Smashing Pumpkins Mellon Collie and the Infinite Sadness de 1995. Trent Reznor de Nine Inch Nails, quien alabó la diversidad musical y la producción, también trabajó con Moulder en el tercer álbum de estudio de Nine Inch Nails, The Fragile. Trey Anastasio de Phish llegó a decir que «pensaba que Loveless era el mejor álbum de los años 1990», y quiso que su grupo versionara el álbum completo en un concierto de Halloween. Robert Pollard de la banda de rock alternativo Guided by Voices mencionó al álbum como una fuente de inspiración, diciendo que «a veces cuando quiero escribir letras, escucho Loveless. Por la forma en que las piezas vocales están enterradas, casi puedes escuchar las canciones como si fueran piezas instrumentales». Loveless también ha influido en la carrera de los británicos Radiohead, particularmente en el sonido texturizado de las guitarras de la banda. El grupo instrumental Japancakes versionó el álbum completo en su álbum Loveless (2007), sustituyendo las piezas vocales por steel guitar y distorsión con un sonido claro.

## Lista de canciones
Todas las canciones compuestas por Kevin Shields, excepto donde se indique lo contrario.

| N.º | Título               | Escritor(es)             | Duración |  |
| 1.  | «Only Shallow»       | Bilinda Butcher, Shields | 4:17     |  |
| 2.  | «Loomer»             | Butcher, Shields         | 2:38     |  |
| 3.  | «Touched»            | Colm Ó Cíosóig           | 0:56     |  |
| 4.  | «To Here Knows When» | Butcher, Shields         | 5:31     |  |
| 5.  | «When You Sleep»     |                          | 4:11     |  |
| 6.  | «I Only Said»        |                          | 5:34     |  |
| 7.  | «Come in Alone»      |                          | 3:58     |  |
| 8.  | «Sometimes»          |                          | 5:19     |  |
| 9.  | «Blown a Wish»       | Butcher, Shields         | 3:36     |  |
| 10. | «What You Want»      |                          | 5:33     |  |
| 11. | «Soon»               |                          | 6:58     |  |

## Créditos
| My Bloody Valentine - Kevin Shields – voces, guitarras, samples de teclados, bajo (sin acreditar); ingeniero de sonido, producción (todas menos track 3), mezcla, dirección artística - Bilinda Butcher – voces, dirección artística; guitarras (sólo créditos, sin participación) - Deb Googe – dirección artística; bajo (sólo créditos, sin participación) - Colm O'Ciosoig – batería, percusión, samples de teclados; ingeniero de sonido, producción (track 3), mezcla, dirección artística | Personal adicional - Ann Marie Shields – coordinación - Angus Cameron – fotografía - Designland – elaboración de portada - Nick Addison – ingeniero de sonido - Darren Allison – ingeniero de sonido - Harold Burgon – ingeniero de sonido - Adrian Bushby – ingeniero de sonido - Anjali Dutt – ingeniero de sonido - Guy Fixsen – ingeniero de sonido - Pascale Glovetto – ingeniero de sonido - Dick Meaney – ingeniero de sonido - Alan Moulder – ingeniero de sonido - Nick Robbins – ingeniero de sonido - Nick Savage – ingeniero de sonido - Hugh Price – ingeniero de sonido - Tony Falter – ingeniero de sonido - Charles Steel – ingeniero de sonido - Ingo Vauk – ingeniero de sonido - Andy Wilkinson – ingeniero de sonido |